# Charles Münch
Charles Münch, także Charles Munch (ur. 26 września 1891 w Strasburgu, zm. 6 listopada 1968 w Richmond, Wirginia) – francuski dyrygent i skrzypek pochodzenia niemieckiego.

## Życiorys
Urodził się jako syn alzackiego organisty i dyrygenta chóru Ernsta Müncha. Mężem starszej siostry Charles'a Müncha – Emmy był Paul Schweitzer, którego starszym bratem był Albert Schweitzer, autor fundamentalnej monografii Jan Sebastian Bach z 1908.
Studiował grę na skrzypcach w Konserwatorium w Strasburgu i w Paryżu u Luciena Capeta.
Na początku I wojny światowej został wcielony do armii niemieckiej w stopniu sierżanta artylerii. Doznał zatrucia gazem bojowym pod Péronne i był ranny w bitwie pod Verdun. Po wojnie wrócił do Alzacji i otrzymał obywatelstwo francuskie.
Po studiach w Berlinie u Carla Flescha rozpoczął karierę skrzypka solisty. Został profesorem Konserwatorium w Strasburgu (1919), potem w Konserwatorium w Lipsku. Od roku 1923 był koncertmistrzem orkiestry Gewandhaus.
Jako dyrygent zadebiutował w listopadzie 1932 w Paryżu.
Małżeństwo (1933) z wnuczką założyciela koncernu Nestlé zapewniło mu sfinansowanie dalszej kariery. W latach 1933–1940 doskonalił sztukę dyrygentury u Alfreda Szendreia w Paryżu. W latach 1935–1938 był dyrygentem założonej przez Alfreda Cortot orkiestry paryskiego Towarzystwa Filharmonicznego. W 1938 został dyrektorem Towarzystwa Koncertowego Konserwatorium Paryskiego. Zachował to stanowisko podczas niemieckiej okupacji Francji. Nie był jednak kolaborantem i wspierał francuski Ruch Oporu, za co został odznaczony Legią Honorową V klasy (1945). W 1952 został Komandorem tego orderu.
W grudniu 1946 po raz pierwszy dyrygował Boston Symphony Orchestra, a w 1949 został dyrektorem muzycznym tego zespołu. W 1952 odbył pierwsze tournée po Europie, 1956 drugie tournée po Europie i Związku Radzieckim. W 1962 zrezygnował z kierowania orkiestrą, przekazał kierownictwo Erichowi Leinsdorfowi a sam występował już tylko jako dyrygent gościnny. W 1967 uczestniczył w tworzeniu Orchestre de Paris.
Münch zapisał się w historii muzyki jako propagator nowej muzyki francuskiej, dyrygował prawykonaniami dzieł Alberta Roussela, Dariusa Milhaud i Artura Honeggera.
Pozostawił tom wspomnień autobiograficznych Je suis chef d’orchestre (1954).